# Jacopo IV. Appiano
Jacopo IV. Appiano (* 1459 in Piombino; † 10. April 1510 ebendort) war siebter Herr von Piombino, Scarlino, Populonia, Suvereto, Buriano, Badia al Fango und den Inseln Elba, Montecristo und Pianosa; außerdem Pfalzgraf und ab 1509 Reichsfürst.

Wappen Aragon-Appiano

## Leben
Nach dem Tod von Jacopo III. († 22. März 1474) übernahm sein junger Sohn Jakob IV. die Herrschaft, zunächst unter der Regentschaft seiner Mutter, die sich auch um die Vermählung ihres Sohnes kümmerte. 1476 heiratete er Vittoria Todeschini Piccolomini d’Aragona (* 1460 in Neapel; † 1518 in Piombino), Tochter von Antonio Piccolomini d’Aragona und Maria d’Aragona, und setzte damit die traditionelle Familienverbindung mit dem neapolitanischen Hof fort.
Wie viele andere kleine Fürsten verdiente er seinen Lebensunterhalt in den Diensten der mächtigsten italienischen Staaten. So war er von 1479 bis 1483 Hauptmann im Heer des Königs von Neapel, bis 1485 im Heer des Markgrafen von Este, 1485 im Heer der Republik Florenz, bis 1498 im Heer der Republik Siena, bis 1501 Waffengouverneur im Heer der Republik Florenz, im selben Jahr auch Hauptmann im Heer des Königs von Frankreich und schließlich 1507 General im Heer des Königs von Aragon.
Nach fast dreißig Jahren ruhiger und sorgenfreier Herrschaft, die im Einklang mit den italienischen Ereignissen stand, geriet der appianische Thron selbst ins Wanken: Jacopo IV. verlor den Staat an Cesare Borgia. Jacopo, der von der Ankunft Borgias gewarnt worden war (1501), floh nach Genua und beauftragte seinen Bruder Gherardo mit der Verteidigung der Ländereien. Cesare Borgia eroberte ohne große Schwierigkeiten alle Städte und Schlösser des Staates und griff dann die Hauptstadt an: Die Chroniken berichten von einer Belagerung von etwa drei Monaten, an deren Ende die Stadt aus Mangel an Vorräten kapitulieren musste. Am 3. September zogen Cesare Borgia, Vitellozzo Vitelli und Gianpaolo Baglione triumphierend durch die Porta a Terra ein. Am 21. Februar 1502 besuchte Papst Alexander VI. (der Vater von Cesare Borgia) mit seinem Hofstaat Piombino und verbrachte dort zwei Wochen. Die großen Feste und Bankette in einer Stadt, die noch die Spuren der harten Belagerung wenige Monate zuvor trug, mussten von der Bevölkerung bezahlt werden. Der Papst, der die schönsten Mädchen von Piombella in den Palazzo Cittadella eingeladen hatte, feierte dort in Begleitung seines Sohnes Cesare und einiger Kardinäle ein rauschendes Privatfest. Bei dieser Gelegenheit feierte der Papst in der Kirche Sant’Antimo eine feierliche Messe, weihte sie neu und widmete sie ein zweites Mal dem heiligen Augustinus zu Ehren der Augustinerpatres, die dort wirkten. Anlässlich dieses Jubiläums schenkte der Papst der Kirche auch eine goldene Pyxis, die verschollen ist. Nach dem Tod von Alexander VI. im Jahr 1503 (18. August) musste Cesare Borgia auf die Herrschaft über Piombino verzichten, und im darauf folgenden Jahr übernahm Jacopo IV. unter dem Jubel des Volkes die Herrschaft über seinen Besitz.
Angesichts der erlittenen Schmach wandte sich Jacopo IV. an den kaiserlichen Hof, um seine politische Macht auf eine stabilere Grundlage zu stellen, und wurde auf Geheiß Maximilians I. mit kaiserlichem Diplom vom 8. November 1509 zum Fürsten des Heiligen Römischen Reiches und damit, durch die Erweiterung des Fürstentitels in seinem Familiennamen, zum ersten Appiano-Fürsten in Piombino. Dieser Titel ist nicht zu verwechseln mit dem des Fürsten von Piombino, der sich auf das Lehen bezieht.
Während der Herrschaft von Jacopo IV. hielt sich Niccolò Machiavelli in den Jahren 1498, 1500, 1504 und 1507 mehrmals in Piombino auf, um diplomatische Beziehungen zwischen den Städten Piombino und Florenz zu unterhalten. Leonardo da Vinci hielt sich in den Jahren 1502 und 1504 am Hof von Appiani auf. Das Genie aus Vinci war sehr fleißig, entwarf Werke und verfasste Abhandlungen verschiedener Art in den Bereichen Militär, Wasserbau und Bauwesen, die noch heute im Codex Madrid II zu lesen sind. Leonardo da Vinci werden die halbkreisförmigen Bastionen zur Außenverteidigung der Zitadelle zugeschrieben (die noch heute existieren); ebenfalls im Bereich der Verteidigung nahm er Änderungen an den Befestigungsanlagen des Burg vor. Im Wasserbai entwarf er ein nie realisiertes Dammsystem zur Trockenlegung des Sees von Piombino und zur Nutzung des Wassers des Flusses Cornia. Im Jahr 1504 malte er auf dem Scalo della Tarsinata bei Porticciolo di Marina ein Ölgemälde mit dem Titel Ombre Verdi, das heute verschollen ist.

## Ehe und Nachkommen
Jacopo IV. heiratete 1476 Vittoria Todeschini Piccolomini d’Aragona (Neapel, 1460 – Piombino, 1518), Tochter von Antonio Todeschini Piccolomini d’Aragona und Maria d’Aragona, und führte damit die traditionelle Familienverbindung mit dem neapolitanischen Hof fort. Das Paar hatte insgesamt fünf Kinder:
- Jacopo V. (Piombino, 1480 – Piombino, 20. Oktober 1545), Herr von Piombino von 1510 bis 1545;
- Beatrice (Piombino, 1482 – Fondi, April 1525), heiratete 1498 in Fondi Vespasiano Colonna, 1. Herzog von Traetto und Graf von Fondi;
- Gerolamo (Piombino, 1488 – Piacenza, 7. Februar 1559), war ab 1519 Herr von Vignale und Abbadia del Fango und (bis 1544) Lehnsherr über die Minen auf der Insel Elba, was dazu führte, dass er fälschlicherweise den Titel Herr von Elba erhielt. Von 1527 bis 1529 war er Hauptmann im Heer der Republik Florenz und 1530 im Heer des Königs von Spanien. 1557 wurde er im Namen seines Urenkels Jacopo VI. zum Leutnant des Staates Piombino ernannt. Von ihm stammen die Appiani von Piacenza und die Appiani von Piemont ab;
- Battistina (Piombino, 1486 – Busseto, 1527), heiratete 1502 in Piombino Ottaviano Pallavicino der Marchesi di Busseto;
- Fiammetta (Piombino, 1488 – Modena, 1523), heiratete den Grafen Francesco Rangoni der Herren von Spilamberto, Patrizier von Modena, General der Armeen der Republik Venedig.